# المرأة في الجيولوجيا

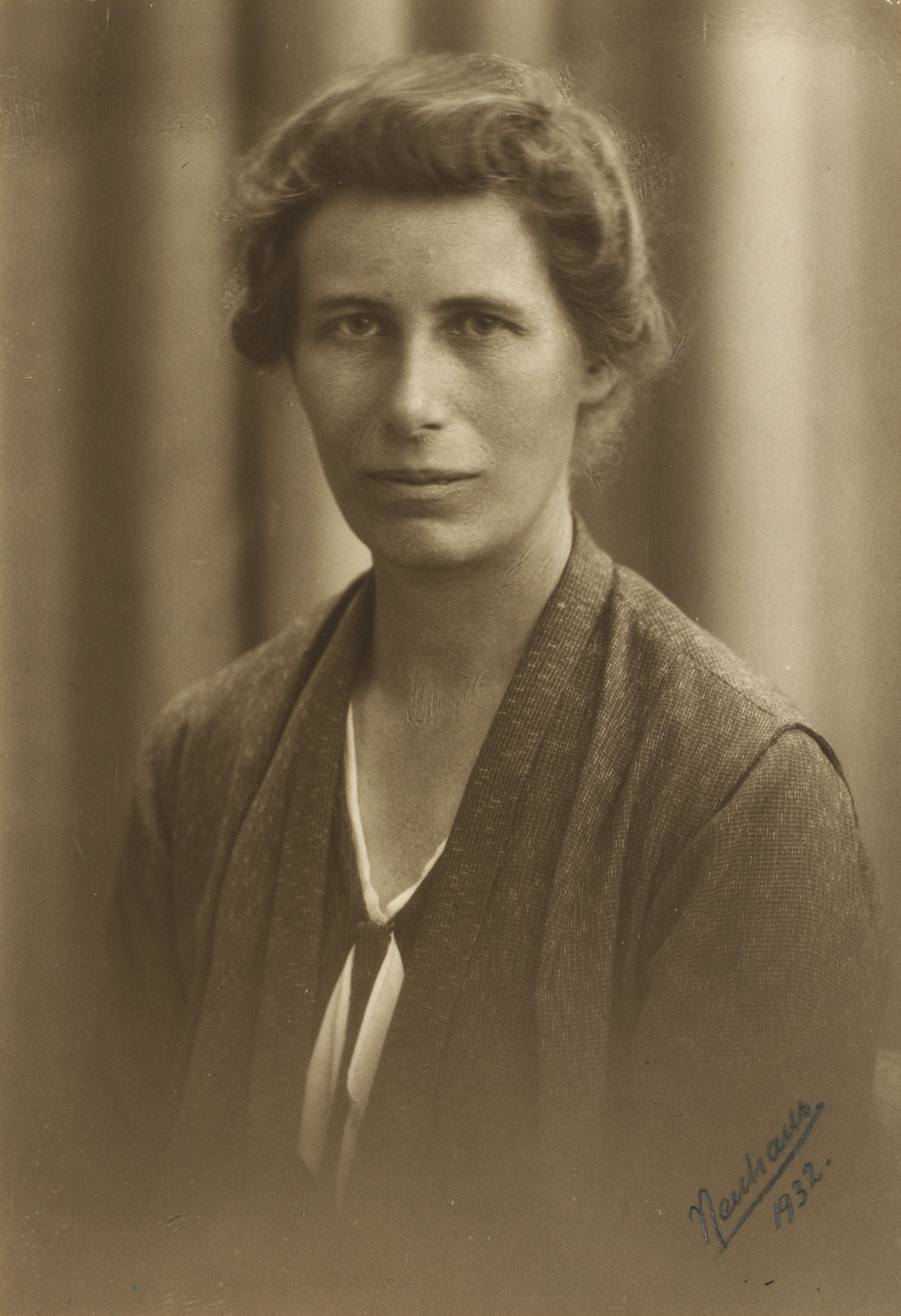

المَرأة في الجيولوجيا، يَهتم هذا المَوضوع بتاريخ ومُساهمات النساء في مَجال الجيولوجيا، حيثُ كانَ للنساء دور مُهم وتاريخ طويل في هذا المَجال وَلكن الاهتمام بها كانَ قَليلاً فيما سَبق، وفي عصر ما قبل القرن الثامِن عشر لَم يكن عِلم الجيولوجيا مُهماً وذو أَثر كما هوَ الآن، وَبالتالي كانَ الاهتمام بالجيولوجيين قليل، حيثُ كانوا مُجرد جامعيين وَمُراقبين غير رسميين، سواء كانوا ذكوراً أو إناثاً، وَمن الأمثلة البارزة لهذه الفترة هايدغارد بنجين التي كتبَت أعمالاً مُهمة فيما يَخص الحجارة، وأيضاً باربرا عثمان التي أشرفت على عملية التَعدين بعد وفاة زوجها، وكانت باربرا قَريبة جورجيوس أغريكولا (عالم ألماني يُعتبر مؤسس علم المعادن)، وبالإضافة إلى هذه الأمثلة كانت هُناك مجموعة من النساء الأُرستقراطيات اللواتي بَرزنَّ في المجالات العلمية الخاصة بالمعادن والصُخور.
وفي القَرن التاسع عَشر ظَهرت مِهنة الجيولوجي بشكلٍ بارز، وقد سعى البريطانييون في هذه الفَترة إلى إشراك النِساء بكثرة في هذا المَجال، وذلك نظراً لأهمية هذا العِلم والحاجة إلى من يبحث بِه.
وَفي عام 1977 تَم تأسيس جمعية النساء الجيولوجيات (بالإنجليزية: Association for Women Geoscientists)‏ والتي تهدف إلى دعمَ المرأة في هذا المَجال، وقد كانَ لهذه الجَمعية أثر بارز في زيادة وجود المرأة في هذا المَجال.

## جيولوجيات
- كلوديا ألكسندر، وهيَ عُضو بارز في جمعية النِساء الجيولوجيات.
- فلورنسا باسكوم، وهي أول امرأة تَتعاقد مَع وكالة الماسِح الجيولوجي الأَمريكي.
- هيلين بيليا، وهي جيولوجية كَندية.
- اثيلدريد بينيت، وهيَ من أوائل الجيولوجيات في إنجلترا.
- اليزابيث كارني، وهيَ من أوائل الجيولوجيات في بريطانيا.
- مارغريت كروسفيلد، وهي جيولوجية بريطانية، وَعالمة في الحفريات.
- روبي جريس، وهي الرئيس السابِق لِلجمعية الأَمريكية لجيولوجيا البِترول.[3]
- دوروثي هيل، وهي الأنثى الوحيدة التي ترأست الأكاديمية الأسترالية للعلوم.
- ميريام كاستنر، وهيَ أُستاذة مُتميز في العلوم الأرضية في جامعة كاليفورنيا في سان دييغو، وَحصلت عام 2008 على ميدالية موريس يوينغ.
- لورين لسيسكي، وهيَ عالمة أمريكية في عِلم المُناخ القَديم.
- ماري هورنر لايل، وهي جيولوجية بريطانية في القَرن التاسع عشر.
- مارسيا مكنت، وهيَ جيوفيزيائية أمريكية، وَكانت المُدير السابق لهيئة الماسح الجيولوجي في الولايات المتحدة، وَالمستشارة العلمية لوزير خارجية الولايات المتحدة للشؤون الداخلية، وكانت الرئيس والمدير التنفيذي لمعهد أبحاث حوض خليج مونتيري.
- ماري مورساوا،وهي عالمة أمريكية في عِلم شكل الأرض.
- شارون موشر، وهيَ الرئيس السابق للجَمعية الجيولوجية الأمريكية.
- ألكسندرا نافروتسكي، وهيَ حاصلة على زَمالة ألفريد سلون في عام 1973، وَزمالة الاتحاد الأمريكي للجيوفيزياء في عام 1988، بالإضافة إلى زَمالة الجمعية الجيولوجية الأمريكية في عام 1997، وَزمالة هاري هاموند هيس في عام 2006.
- مورين ريمو، وهيَ مديرة مُستودع لامونت دوهرتي الأساسي في مَرصد لامونت دوهيرتي التابع لجامعة كولومبيا.
- فرجينيا ساند، وهيَ أستاذة جيولوجية وعضوَ سابق في جمعية النساء الجيولوجيات.
- اثيل شكسبير، وهي جيولوجية بريطانية.
- مارجوري سويتنغ، وهيَ مُحاضرة في جامعة أكسفورد، وتعتبر أول عالمة تضاريس غربية تنشُر دراسة عن المناطق الكارستية في الصِين.
- ماري ثارب، هي مُكتشفة ظهر المحيط.
- جانيت فيدا واتسون، وهيَ حاصلة على وسام لايل، وَوسام بجسبي، وهيَ الرئيس السابق للجمعية الجيولوجية في لَندن.
- سوزان ترامبور، وهيَ عضو الأكاديمية الوطنية الأمريكية للعلوم، وَمُديرة معهد ماكس بلانك للكيمياء الحيوية.
- إنجي لمان، وهيَ عالمة زلازل دنماركية، وهيَ مُكتشفة الُلب الداخلي للأرض.
- جين فرانسيس، وهيَ مُديرة هيئة مسح القُطب الجنوبي البريطانية.
- ماريا زوبر، وهيَ أُستاذة الجيوفيزياء في معهد ماساتشوستس للتقنية، وَحاصلة على وسام هاري هاموند هيس في عام 2012.

## المَراجع
1. ↑  Kölbl-Ebert، M. (سبتمبر 2001). "On the origin of women geologists by means of social selection: German and British comparison". Episodes. ج. 24 ع. 3: 182–193. مؤرشف من الأصل في 2016-03-05. اطلع عليه بتاريخ 2015-06-11.
2. ↑  Creese، Mary R. S.؛ Creese، Thomas M. (5 يناير 2009). "British women who contributed to research in the geological sciences in the nineteenth century". The British Journal for the History of Science. ج. 27 ع. 01: 23. DOI:10.1017/S0007087400031654.
3. ↑  President of the American Association of Petroleum Geologists to visit Aberdeen University نسخة محفوظة 08 أكتوبر 2017 على موقع واي باك مشين.

- Burek، C. V.؛ Higgs، B.، المحررون (2007). The role of women in the history of geology. London: Geological Society. ISBN:9781862392274.

## روابط خارِجية
- مَوقع جمعية النساء الجيولوجيات.